# Max Clark
Max Oliver Clark (Kingston upon Hull, 16 de enero de 1996), más conocido como Max Clark, es un futbolista inglés que juega de defensa en el Gillingham F. C. de la League Two.

## Trayectoria
Clark comenzó su carrera deportiva en el Hull City A. F. C., que se encontraba en la Premier League, en 2014. En el club de su ciudad estuvo hasta 2018, con dos cesiones entremedias al Cambridge United, de la League Two.

### Vitesse
En 2018 fichó por el Vitesse Arnhem de la Eredivisie neerlandesa en un traspaso por 400 mil libras. Debutó con el Vitesse el 9 de agosto de 2018, en un partido de las previas de la Liga Europa de la UEFA 2018-19 frente al F. C. Basilea, que terminó con derrota para el Vitesse.

## Selección nacional
Clark fue internacional sub-16 y sub-17 con la selección de fútbol de Inglaterra. También llegó a ir convocado con la sub-18, aunque sin llegar a debutar.

## Clubes
| Club                            | País         | Año       |
| ------------------------------- | ------------ | --------- |
| Hull City A. F. C.              | Inglaterra   | 2014-2018 |
| Cambridge United F. C. (cedido) | Inglaterra   | 2016      |
| Cambridge United F. C. (cedido) | Inglaterra   | 2016-2017 |
| Vitesse Arnhem                  | Países Bajos | 2018-2021 |
| Hull City A. F. C.              | Inglaterra   | 2021      |
| Fleetwood Town F. C.            | Inglaterra   | 2021-2022 |
| Rochdale A. F. C.               | Inglaterra   | 2022      |
| Stevenage F. C.                 | Inglaterra   | 2022-2023 |
| Gillingham F. C.                | Inglaterra   | 2023-     |